# Caicó
Pour les articles homonymes, voir Caico (homonymie).
Caicó est une ville brésilienne de l'État du Rio Grande do Norte. Sa population était estimée à 66 246 habitants en 2013. La municipalité s'étend sur 1 229 km2.

## Maires
| Période | Période | Identité   | Étiquette | Qualité |
| ------- | ------- | ---------- | --------- | ------- |
| 2009    | 2012    | Bibi Costa | PR        |         |